# Amerikanisches Konservatorium
Das Amerikanische Konservatorium (engl. The American Conservatory of Music) in Fontainebleau in der Nähe von Paris ist eine Bildungseinrichtung, die insbesondere durch die an ihr tätigen Musiker bekannt ist. Ihre Bedeutung für die Musik des 20. Jahrhunderts kann man in gewisser Weise mit den regelmäßigen Nobelpreisträger-Tagungen in Lindau/Bodensee vergleichen.

## Entwicklung
Die Einrichtung existiert seit 1921 und wurde von den US-Amerikanern als eine Reaktion auf den Ersten Weltkrieg ins Leben gerufen. Mit-Initiatoren waren damals General Pershing und Walter Damrosch. Als erster Direktor wurde der Komponist und Professor Francis Casadesus bestellt. Zunächst war die Einrichtung in Chaumont, dem amerikanischen Hauptquartier, beheimatet, wobei die Belegschaft vollständig französisch war.
Zu einem späteren Zeitpunkt kam man zur Erkenntnis, dass es passend wäre, den Flügel Louis XV. im Schloss von Fontainebleau zu beziehen. Hilfe bot hier unter anderem Charles-Marie Widor.
1923 wurde der zweite Zweig der Einrichtung in Form der École des Beaux-Arts (Schule der schönen Künste) gegründet. Dieser beschäftigt sich mit Malerei, Architektur und Bildhauerei. Im Lauf der Zeit hat sich Architektur als der Hauptzweig herausgebildet, nicht zuletzt wegen der Nähe zu architektonisch wertvollen Bauten.
Am heutigen Sitz des Konservatoriums werden in Form einer Sommer-Akademie regelmäßig Vorlesungen von namhaften französischen Referenten in englischer Sprache gehalten, die sich hauptsächlich mit Themen der Musik und der Architektur befassen.

## Leitung
- 1921–1949: Francis Casadesus (1870–1954), Komponist, Dirigent und Lehrer
- 1950–1979: Nadia Boulanger (1887–1979), Dirigentin, Pianistin, Komponistin
- 1979–1983: Robert D. Levin, Pianist (u. a. musikalischer Partner von Kim Kashkashian)
- 1987–1992: Jean-Pierre Marty, Pianist und Dirigent
- 1992–2013: Philippe Entremont, Pianist und Dirigent
- 2014–2017: Philippe Bianconi, Pianist
- 2018:      Diana Ligeti, Cellistin

## Bekannte Personen
- Pierre Amoyal (* 1949), französischer Violinist und Dirigent
- Gilbert Amy (* 1936), französischer Komponist und Dirigent
- Anne-Marie Barat (1948–1990), französische Organistin
- Leonard Bernstein (1918–1990), US-amerikanischer Komponist und Dirigent
- Nadia Boulanger (1887–1979), französische Komponistin und Dirigentin
- André Boucourechliev (1925–1997), französischer Komponist, Pianist und Musikschriftsteller bulgarischer Herkunft
- Gaby Casadesus (1901–1999), französische Pianistin
- Robert Casadesus (1899–1972), französischer Pianist
- Aaron Copland (1900–1990), US-amerikanischer Komponist
- Marcel Dupré (1886–1971), französischer Komponist, Organist, Pianist und Musikpädagoge
- Henri Dutilleux (1916–2013), französischer Komponist
- Betsy Jolas (* 1926), französische Komponistin
- Maurice Ravel (1875–1937), französischer Komponist
- Swjatoslaw Richter (1915–1997), sowjetischer Pianist deutscher Herkunft
- Mstislaw Leopoldowitsch Rostropowitsch (1927–2007), russischer Cellist, Dirigent, Pianist und Humanist
- Arthur Rubinstein (1887–1982), polnischer Pianist
- Camille Saint-Saëns (1835–1921), französischer Komponist und Pianist
- Paolo Soleri (1919–2013), italienischer Architekt
- Albert Stoessel (1894–1943), US-amerikanischer Komponist und Dirigent
- Igor Stravinsky (1882–1971), russischer Komponist
- William Turnbull (1922–2012), britischer Bildhauer und Maler, Absolvent
- Charles-Marie Widor (1844–1937), französischer Komponist und Organist

## Inspirierte Personen
- Elliott Carter
- Kenton Coe
- Aaron Copland
- Samuel Dushkin
- Louise Talma
- Virgil Thomson
- Beveridge Webster
- Krzysztof Meyer